# Kamtxibek Taixíev
Kamtxibek Taixíev   (Barpy rural community, 27 de setembre de 1962) és un polític pròxim a l'expresident, Kurmanbek Bakiev, i líder d'Ata Zhurt, un partit d'ideologia nacionalista i xenòfoba. A les eleccions del 10 d'octubre de 2010, definides com les primeres eleccions democràtiques del Kirguizstan, va resultar el partit més votat amb un 16,08% dels vots a favor (un 8,40% sobre la llista total de votants), que li va significar una representació parlamentària de 28 sobre 120 escons.